# INOKI BOM-BA-YE 2001
INOKI BOM-BA-YE 2001（イノキボンバイエ にせんいち）は、日本の格闘技イベント「INOKI BOM-BA-YE」の大会の一つ。2001年12月31日、埼玉県さいたま市のさいたまスーパーアリーナで開催された。

## 大会概要
主催はTBS。運営・制作が総合格闘技イベントPRIDEのDSE、協力が猪木事務所とK-1となり、この布陣は、翌年のDynamite!とINOKI BOM-BA-YE 2002まで継続した。試合は、PRIDEルールが採用されたが、総合格闘技に不慣れなK-1選手のために各ラウンドが3分で行われた。スペシャルマッチとしてプロレスの試合も1試合だけ実施された。
同年8月に日本テレビで放送されたK-1 JAPANシリーズの決勝戦で始まったK-1軍と猪木軍の対抗戦を引き継ぐ形で開かれ、これをコンセプトとして打ち出した。この大会から運営にK-1が加わるとともに、TBSが放送することになり、大晦日の当日放送となった。
この大会で、マイク・ベルナルド、子安慎悟、サム・グレコ、シリル・アビディ、ジェロム・レ・バンナなどK-1を主戦場とする選手が総合格闘技デビューしている。
猪木軍の大将には同年8月19日の対抗戦でミルコ・クロコップに敗れていた藤田和之がアキレス腱を断裂し不出場となり、ミルコの対戦相手にはこれが総合格闘技デビューとなる新日本プロレス所属の永田裕志が抜擢された。前年のプロレスルールのMillennium Fighting Arts INOKI BOM-BA-YEには出場した小川直也（UFO）は出場のオファーを受けたもののこれを断り、猪木軍の選手確保は難航。一時はアントニオ猪木とも新日本プロレスとも関わりの薄いアメリカ人選手のガイ・メッツァーに覆面をかぶせて、タイガーマスクとして試合をさせるプランも浮上したという。
結局、メインには藤田と同じ猪木事務所の安田忠夫がジェロム・レ・バンナの対戦相手に指名され、圧倒的不利の下馬評を覆して安田がバンナから勝利を奪ったことで興行は大成功を収め、NHK『紅白歌合戦』の裏で視聴率は14.9%と健闘した。対抗戦の戦績は猪木軍の2勝1敗4引き分け。
大会終了後の年越しイベントの2002個の餅投げの際、観客同士が乱闘になる傷害事件が発生。警察沙汰となった。

## 試合結果
第1試合 K-1vs猪木軍 3分3R
△  マイク・ベルナルド vs.  高田延彦 △
3R終了 時間切れ
第2試合 K-1vs猪木軍 3分5R
△  サム・グレコ vs.  佐竹雅昭 △
5R終了 時間切れ
第3試合 K-1vs猪木軍 3分5R
△  エベンゼール・フォンテス・ブラガ vs.  ゲーリー・グッドリッジ △
5R終了 時間切れ
第4試合 K-1vs猪木軍 3分5R
△  子安慎悟 vs.  石澤常光 △
5R終了 時間切れ
プロレススペシャルマッチ
○ アントニオ猪木&ザ・グレート・サスケ vs. ジャイアント・シルバ&紅白仮面 ×
4:02 卍固め（猪木-紅白仮面）
第5試合 K-1vs猪木軍 3分5R
○  ドン・フライ vs.  シリル・アビディ ×
2R 0:34 チョークスリーパー
第6試合 K-1vs猪木軍 3分5R
○  ミルコ・クロコップ vs.  永田裕志 ×
1R 0:21 TKO（レフェリーストップ：左ハイキック→パウンド）
第7試合 K-1vs猪木軍 3分5R
○  安田忠夫 vs.  ジェロム・レ・バンナ ×
2R 2:10 ギロチンチョーク